# ミケロッツォ・ディ・バルトロメオ
ミケロッツォ・ディ・バルトロメオ（Michelozzo di Bartolommeo、1396年 - 1472年）は、初期ルネサンスの彫刻家および建築家。フィリッポ・ブルネッレスキやレオーネ・バッティスタ・アルベルティほどの才能は持ち得なかったが、有能で貴族的な資質を持ち、ミラノにブルネッレスキのデザインを伝えた。ミケロッツォ・ミケロッツィの名でも知られる。

## 経歴

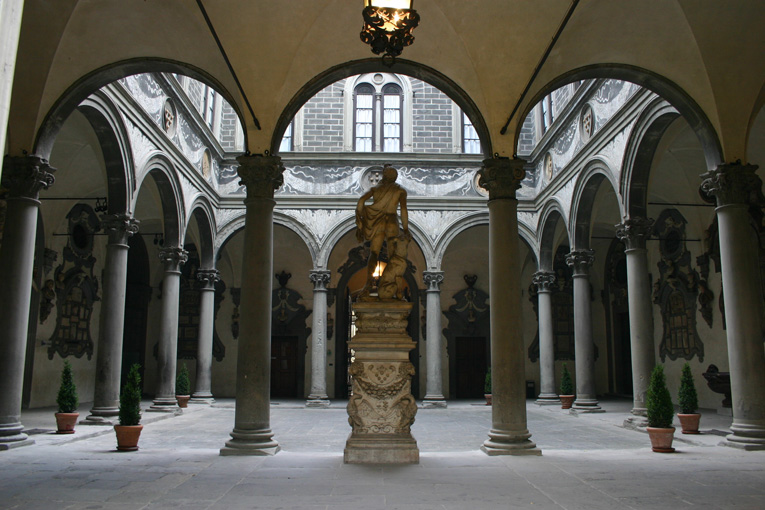
メディチ宮中庭

バルトロメオ・ディ・ゲラルドの子としてフィレンツェに生まれ、1417年からロレンツォ・ギベルティの弟子となった。その後独立し、1425年にはドナテッロと共同のアトリエを設立した。1430年ころから建築の設計を行うようになり、1446年にはフィレンツェ大聖堂の造成を受け継ぎ、ブルネッレスキの仕事を完成させた。彼の建築のデザインはまぎれもなくブルネッレスキのもので、その影響は、ミラノからロンバルディアにかけて、ミケロッツォの活動とともに拡大した。

## 主要作品
- 1444年設計・1464年完成　パラッツォ・メディチ・リッカルディ（フィレンツェ、表記は「パラッツォ･メディチ」とも[1]。）
- 1437年起工・1443年完成　サン・マルコ教会の聖具室および図書館（フィレンツェ）
- 1452年起工　サンタ・マリア・デッレ・グラツィエ教会（ピストイア）
- 1462年起工・1466年完成　ポルティナーリ礼拝堂（ミラノ）